# Refugiats afganesos
Els refugiats afganesos són ciutadans de l'Afganistan que van abandonar el seu país com a resultat de les contínues guerres que ha sofert el país a partir de la guerra afganosoviètica, la guerra civil afganesa, la guerra de l'Afganistan (2001-present) o persecució tant política com religiosa. La invasió soviètica de l'Afganistan a partir de desembre de 1979, va marcar la primera ona de desplaçament intern i flux de refugiats des de l'Afganistan als veïns Iran i el Pakistan que van començar a proporcionar refugi als afganesos. Quan la invasió soviètica va acabar en 1989, aquests refugiats van començar a tornar a la seva terra natal. L'abril del 1992, va començar una gran guerra civil després que els mujahidins van assumir el control de Kabul després d'enderrocar al govern comunista i altres ciutats com Kandahar, Herat o Jalalabad. Com a conseqüència, els afganesos van fugir novament als països veïns, incloent al Tadjikistan i l'Índia, i a regions com Europa.
Un total de 6,3 milions de refugiats afganesos van ser allotjats al Pakistan i l'Iran en 1990. A partir de 2013, l'Afganistan es va convertir en el país amb major nombre de refugiats del món, un trist títol que es va mantenir durant 32 anys. Els afganesos són actualment el segon grup de refugiats més gran després de refugiats sirians. La majoria dels refugiats afganesos (95%) es troben a l'Iran i el Pakistan. Alguns països que formaven part de la Força Internacional d'Assistència per a la Seguretat (ISAF) van acollir a un petit nombre d'afganesos que treballaven amb les seves respectives forces. Les minories ètniques, com a sikhs afganesos i hindús, sovint van fugir a l'Índia.
Segons l'ACNUR, hi ha aproximadament 2,6 milions de refugiats registrats en 70 països de tot el món, i la majoria (95%) està allotjada en dos països, les Repúbliques Islàmiques de l'Iran i el Pakistan. Aproximadament tres de cada quatre afganesos han sofert desplaçaments interns, externs o múltiples al llarg de les seves vides.

## Desplaçats interns
Hi ha més d'un milió de desplaçats interns a l'Afganistan. La majoria dels desplaçats interns a l'Afganistan són resultat directe i indirecte de conflictes i violència, encara que també hi ha raons de desastres naturals. La invasió soviètica va provocar el desplaçament intern d'aproximadament dos milions d'afganesos, principalment d'àrees rurals a zones urbanes. La guerra civil afganesa (1992-96) va causar una nova ona de desplaçament intern, amb molts afganesos que es van mudar a les ciutats del nord per a allunyar-se de les àrees governades pels talibans. L'Afganistan continua sofrint inseguretat i conflictes, la qual cosa ha provocat un augment del desplaçament intern.